# Tunele
Tunele (ang. Tunnels) – powieść fantasy, napisana wspólnie przez brytyjskich autorów Rodericka Gordona i Briana Williamsa. Najpierw wydana pod tytułem The Highfield Mole w 2005 roku. Ponownie wydana została w lipcu 2007 roku i doczekała się premiery w 30 krajach.

## Treść książki
Czternastoletni Will Burrows razem ze swym ojcem ma wspólną pasję – archeologię. Wspólnie drążą tunele, odkrywając wiele zapomnianych dawno miejsc, jak choćby opuszczona stacja metra. Prócz Willa i jego ojca – dr Rogera Burrowsa do rodziny należą uzależniona od telewizji Celia, matka Willa i wykonująca jej obowiązki siostra chłopaka – dwunastoletnia Rebeka. Burrowsowie wydają się na pozór spokojną i szczęśliwą rodziną, jednak w rzeczywistości wszyscy jej członkowie do siebie nie pasują. Will nie jest lubiany w szkole, głównie z powodu, iż jest albinosem oraz że interesuje się archeologią. Zaprzyjaźnia się jednak z Chesterem Rawlsem, który zaraża się od niego pasją drążenia tuneli. W tym czasie Doktor Burrows, który jest kustoszem lokalnego muzeum zaczyna się interesować życiem sir Gabriela Martineau, który miał podobno zbudować pod ich miastem Highfield sieć tuneli. Archeolog wpada na trop owych tuneli, odnajdując m.in. tajemniczy otwór, sięgający głęboko pod ziemię, a znajdujący się za kominkiem w jednym z domów, dziwną szklaną kulę z jakąś substancją w środku, która świeci zależnie od stopni ciemności. Największą zagadką są jednak tajemniczy ludzie, którzy kręcą się w Highfield. Pewnego wieczoru Doktor znika w niewyjaśnionych okolicznościach po kłótni z żoną.
Will postanawia odnaleźć ojca i angażuje w to Chestera, razem z nim zaś poznają historię ojca dzięki jego dziennikom, które jednak kończą się trzy dni przed zniknięciem. Wkrótce wpadają na trop owym dziwnych mężczyzn, napotykanych przez Doktora. Po jakimś czasie przyjaciele odnajdują wykopany przez jego ojca i ponownie zasypany przez nieznaną osobę (w rzeczywistości byli to owi dziwni mężczyźni) tunel ukryty za szafą w piwnicy. Drążą go ponownie, docierając tym samym do jakiejś podziemnego szybu, w którym kursuje winda. Zjechawszy nią na sam dół Will i Chester docierają do tajemniczego przejścia, otworzywszy zaś je znajdują się na ulicy, wokół której stoją setki domów, wszystko to zaś znajduje się w gigantycznej jaskini, której stropu i przeciwnych ścian nie widać. Ogromnie zdziwieni tym odkryciem zmierzają po ulicach, gdy nagle zostają pochwyceni przez jakiegoś mężczyznę – policjanta Kolonii, który chwyta ich i wtrąca do aresztu.
Will i Chester dowiadują się, że znajdują się w Kolonii – podziemnym mieście założonym w XVIII w. przez sir Gabriela Martineau. W tymże ukrytym świecie rządzą okrutni Styksowie, siejąc terror, nakłaniając Kolonistów do nienawiści do Górnoziemców (ludzi z powierzchni Ziemi) i obiecując im przejęcie Górnoziemia. Styksowie zabierają kolejno przyjaciół na przesłuchania, podczas których używają straszliwej aparatury – ciemnego światła. Dzięki specjalnym falom niszczy ona połączenia w mózgu, zmuszając przesłuchiwanego do mówienia prawdy, w przypadku gdyby zaś się opierał wypala komórki nerwowe, odpowiedzialne za pracę mózgu
Will i Chester docierają do Kolonii, gdzie zostają zatrzymani przez policję. Tam poznają Styksów (wyższą władzę w Podziemnym świecie) i ich metodę przesłuchań zwaną Ciemnym Światłem. Po przesłuchaniach Chester zostaje w więzieniu, Willa zaś uwalniają jako członka rodziny pana Jerome’a. Poznaje także swojego wuja Tama i brata Cala oraz babcię Macaulay. Twierdzą oni, że jego matka Sara, gdy Will miał kilka miesięcy, musiała uciekać do Górnoziemia razem ze swymi synami. Udało jej się jednak tylko uciec z Willem, którego zostawiła w domu dziecka i którego adoptowali później państwo Burrowsowie. Will zamieszkuje z nimi. Chce jednak uwolnić Chestera i wyruszyć z nim na poszukiwania ojca – doktora Burrowsa.
W tym czasie Wuj Tam pomaga mu w przygotowaniu planu całej akcji wydostania Chestera z więzienia. Plan udaje się, jednak w pewnej chwili wszystko się komplikuje. Gdy Will z Chesterem wydostają się spotykają Cala, który chce uciec razem z nimi. Spotykają w tej samej chwili Styksów i towarzyszącą im dziewczynę, którą okazuje się... Rebeka, siostra Willa z Górnoziemia. Chłopcy dowiadują się, że Rebeka była szpiegiem mającymi obserwować Willa, jako osobę urodzoną w Podziemiu. Cal i Will uciekają, lecz Chester zostaje pochwycony przez Styksów. Bracia przedostają się na powierzchnię, gdzie spędzają tam parę dni, następnie zaś wracają ponownie do Kolonii, by uwolnić Chestera. W tym czasie Will zaakceptował swojego brata i oswoił się z myślą o nowej rodzinie, lecz ciągle chciał uwolnić ojca – Doktora Burrowsa. Wracają do podziemnego świata, jednakże w opuszczonym Wiecznym Mieście, przez które muszą przejść dopadają ich Styksowie; chłopcy uciekają im, następnie zaś zostają odnalezieni przez wuja Tama i jego przyjaciela Imago. Podczas ucieczki z miasta ruin Tam, Imago, Will i Call ponownie napotykają Styksów. Wuj Tam poświęca się i rusza sam jeden na oddział, umożliwiając reszcie ucieczkę, po czym ginie w heroicznym boju, wcześniej zabijając wysoko postawionego Styksa i biologicznego ojca Rebeki, nazywanego Moskitem. Imago, Cal i Will tymczasem ruszają do kryjówki w Wiecznym Mieście, gdzie znajduje się przejście do tunelu, którym jeżdżą pociągi z wygnańcami do Głębi. W kryjówce Imago informuje braci, że za jakiś czas tunelem przejeżdżać będzie pociąg Chestera, który został skazany na banicję. Will i Call skaczą w odpowiednim momencie i lądują bezpiecznie w wagonach towarowych pociągu, który mknie prosto do Głębi.
"Tunele" kończą się epilogiem, który opisuje losy Imago. Mężczyzna po wydarzeniach w Wiecznym Mieście udał się na powierzchnię, gdzie żył w ukryciu przed Styksami. Jakiś czas po opuszczeniu podziemnego świata został jednak odnaleziony w Londynie przez Rebekę, która do jego obiadu w restauracji dodała trucizny, która uśmierciła mężczyznę.

## Lista bohaterów
- Will Burrows – naprawdę nazywał się Seth Jerome. Razem ze swoim przyjacielem Chesterem ruszyli w pogoń za przyszywanym ojcem Willa do kolonii.
- Caleb Jerome – brat Willa, przed jego przybyciem mieszkał w kolonii z ojcem. Razem z Willem i Chesterem (nie przepadają za sobą)ucieka przed Styksami. Ma kota łowcę o imieniu Bartleby.
- Chester – przyjaciel Willa, razem z nim ruszył do Kolonii i jeszcze głębiej.
- Sara Jerome – prawdziwa matka Willa. Jako pierwsza uciekła Styksom na powierzchnię i nie dała się im złapać przez 11 lat. Ukrywała się tam długo żyjąc z ciągłym strachem. Musiała porzucić Willa, a zaadoptowali go państwo Burrows. Potem trochę z własnej woli, a złapana przez Rebekę, została ściągnięta do Kolonii.
- Doktor Burrows – lubi kopać tunele. Jest przyszywanym ojcem Willa i Rebeki. Także był w kolonii, lecz potem dostał się jeszcze głębiej.
- Rebeka/i – przyszywana siostra Willa (siostry - Rebeka ma siostrę bliźniaczkę), a tak naprawdę jest Styksem. Wyeliminowała Imago, a także ściągnęła Sarę do Głębi. Kłamliwa i chytra, nienawidzi brata i Górnoziemców.
- Drake – pojawia się w drugiej części Tuneli (Tunele Głębiej). Renegat, który pomaga Willowi i jego przyjaciołom wraz z towarzyszką – Elliott.
- Eliott – towarzyszka Drake'a, przyjaciółka Chestera i Willa. Była nastolatką świetnie znającą się na ładunkach wybuchowych.
- Eddie – niegdyś członek Brygady Styksów, teraz przyjaciel Drake'a. Pojawia się, gdy Drake się poddaje i łamie. Jego prawdopodobna zdrada zostaje mu wybaczona.
- Pani Burrows – przybrana matka Willa, żona Doktora Burrowsa, występuje we wszystkich tomach. Całe dnie spędza przed telewizorem nie licząc krótkich "wypadów" do łazienki czy kuchni.

## Adaptacje
Jako książka mówiona powieść jest czytana przez Wojciecha Malajkata.